# 塙幸成
塙 幸成（はなわ ゆきなり、1965年 - ）は、日本の映画監督。横浜市出身。神奈川県立松陽高等学校出身。日本シナリオ作家協会会員。

## 経歴
にっかつロマンポルノ製作にフリー助監督として参加。
1992年ミニドキュメンタリー『ネクストバッターズサークル』（テレビ朝日）監督。
1995年『tokyo skin』で映画監督デビュー。
1999年文化庁芸術文化在外研修生としてオーストラリアへ留学。
2006年『初恋』監督。
2011年『死にゆく妻との旅路』で新藤兼人賞金賞を受賞。

## 監督作品

### 映画
- tokyo skin (1996年4月20日、オンリー・ハーツ)
- 初恋 (2006年6月10日、ギャガ・コミュニケーションズ)
- 死にゆく妻との旅路 (2010年2月26日、ゴー・シネマ)
  - 新藤兼人賞2011 金賞（塙幸成）
  - 第6回KINOTAYO現代日本映画祭ソレイユ・ドール IFテレビジョン賞[2]
- 逢いびき (2014年6月21日、アルゴ・ピクチャーズ)

### テレビ
- ワイルドライフ〜国境なき獣医師団R.E.D.〜 第2話「パンダの涙」 (2008年3月25日、NHK)
- 1991 雲仙・普賢岳 〜避難勧告を継続せよ〜 (2011年6月4日、NHK)

### ビデオ
- ねこ (2003年5月23日、オンリー・ハーツ)
- アップ・ダウン・スカイ (2003年5月23日、オンリー・ハーツ)

※2本が併録されたビデオでリリース

## 著作

### 映画ノベライズ
- ミー・ウィズアウト・ユー (2013年4月、DHC)
- ブルークラッシュ (2013年6月、DHC)